# (318794) Uglia
(318794) Uglia est un astéroïde de la ceinture principale.

## Description
(318794) Uglia est un astéroïde de la ceinture principale. Il fut découvert le 25 septembre 2005 à Androuchivka par l'observatoire astronomique d'Androuchivka. Il présente une orbite caractérisée par un demi-grand axe de 2,74 UA, une excentricité de 0,25 et une inclinaison de 9,1° par rapport à l'écliptique.

## Compléments